# Флаг Усманского 2-го сельского поселения
Флаг 2-го У́сманского сельского поселения Новоусманского муниципального района Воронежской области Российской Федерации.
Флаг утверждён 19 сентября 2007 года и внесён в Государственный геральдический регистр Российской Федерации с присвоением регистрационного номера 3559.

## Описание
«Прямоугольное полотнище с соотношением сторон 2:3, разделённое на равные голубую и красную доли — первую в виде равнобедренного треугольника, примыкающего основанием к верхнему краю, вторую в виде двух симметричных треугольников по сторонам, и несущее вдоль нижнего края пять сомкнутых полос — попеременно 3 белых и 2 малиновых — в 1/25 полотнища каждая. Вплотную к верхней белой полосе посередине полотнища жёлтым и чёрным цветами воспроизведена башня из герба муниципального образования».

## Обоснование символики
Флаг Усманского 2-го сельского поселения разработан на основе герба и отражает исторические, природные и экономические особенности поселения.
Село Новая Усмань — центр муниципального района — возникло в начале XVII века. Воронежский воевода В. В. Собакин поселил людей на речке Усмани на лесной поляне. Возникшая деревенька (небольшой острог) стала именоваться по его фамилии — «Собакиной Усманью». Уже в 1615 году здесь действовала церковь. Село возникло как сторожевой острог, охранявший рубежи древнерусского государства.
Основной фигурой флага является жёлтая башня — символ первой крепости, с которой началась история Новоусманской земли. Село возникло как сторожевой острог, охранявший рубежи древнерусского государства, что подчёркивают закрытые ворота.
Голубая треугольная часть флага символизирует парус, напоминая об истории строительства флота Петром I — в селе Парусное находился цех по пошиву парусов, что и определило название села.
Белые полосы символизирует реку Усманку, на левом берегу которой расположены все населённые пункты Усманского 2-го сельского поселения, за исключением с. Захлебное, земли которого находятся на правом берегу реки. Белый цвет (серебро) — символ мира, взаимопонимания, чистоты.
Две малиновые полосы символизируют две федеральные автомагистрали, проходящие по территории поселения, и ассоциируются с номером сельского поселения.
Красный цвет в геральдике символизирует жизнеутверждающую силу, мужество, праздник, красоту и труд. Голубой цвет — символ возвышенных устремлений, мышления, искренности и добродетели.